# Lenny Leonard
Lenford "Lenny" Leonard es un personaje de la serie animada Los Simpson. Trabaja junto a Homer Simpson en la planta de energía nuclear de Springfield, y guarda una especial amistad con Carl Carlson, llegándose incluso a dudar de la orientación sexual de ambos. Es un habitual en la taberna de Moe.

## Información general
Lenny es uno de los personajes más recurrentes de la serie, apareciendo en casi todos los episodios, es compañero junto a Homer en la planta de energía nuclear, nativo de Chicago. Es abiertamente budista, es veterano de guerra y junto a Carl orientaron a Lisa en su iniciación en dicha religión.
Lenny, junto a Carl, estudió en la universidad A&M, que tiene gran rivalidad con la Universidad de Springfield, donde estudió Homer. Esto se puede observar en el capítulo Faith Off en el que disputan un partido de fútbol americano los equipos de ambas instituciones.
Trabaja junto a Homer en el sector 7G de la central nuclear, aunque una vez, en el episodio The Old Man and the Lisa en el que el señor Burns se arruina por realizar malas inversiones, la planta nuclear es embargada por el banco. Este banco decide poner de director de la central nuclear al propio Lenny, al que se le puede ver en el sillón de mando dando órdenes. Según dice Smithers, Lenny exige una gran puntualidad a sus empleados.
La dirección de su hogar oficialmente es desconocida, aunque en distintos capítulos se le ha visto en variadas situaciones, en algunas viviendo como un pordiosero en casas en muy mal estado, en otros capítulos aparecía viviendo realmente bien, incluso teniendo artefactos como DVD, pero la realidad es que no está definido, en otro episodio se le vio conducir un automóvil más bien parecido a un Sedan pero como ocurre en toda la serie hay grandes variaciones entre episodios, por ejemplo cuando Marge Simpson entró al negocio de los Bienes Raíces, en una de las casas que mostró lo encontraron viviendo como un vagabundo sin hogar y comiendo de una lata. En el capítulo Helter Shelter en que Los Simpson se tienen que ir de su casa por las termitas, piensan en vivir en la casa de Lenny, que se ve muy reformada y espaciosa, pero con el inconveniente de vivir al lado de una pista de tenis-frontón, aunque para Lenny el sonido es muy relajante.
Con respecto a la política se entiende que Lenny es republicano, ya que tiene un tatuaje apoyando a Bob Dole y Jack Kemp, durante la temporada electoral norteamericana de 1996.

## Amigos
Su mejor amigo es Carl, siempre están juntos, y en varios episodios se dejó a entrever que ambos son pareja, pero nunca se confirmó. Tiene otros grandes amigos, principalmente Homer y el tabernero Moe, se supone que también es amigo de Barney.

## Vida amorosa
En Homer and Lisa Exchange Cross Words, Lenny tiene una novia llamada Dorinne, y le pide a Homer que le termine por él.
En el capítulo "The Bart of War" (de la temporada 14), Carl hace referencia a que fue a su boda, por tanto, estuvo casado en otro tiempo.
Actualmente no tiene relación aparente con ninguna mujer y al parecer no tiene mucha suerte en la búsqueda de pareja, aunque en Team Homer, Moe le pregunta a Homer por qué Lenny y Carl no están ahí, a lo que responde que ellos no tienen tiempo porque están con sus mujeres.

## Su relación con Carl Carlson
En primera instancia se supone que ambos son sólo amigos, pero en varios capítulos su amistad se puso en duda, dando a entender que entre ellos hay algo más.
En el tercer capítulo de la temporada 34, Moe y Homero le dicen a Carl, que Lenny en realidad no existe y que se lo imagino el para superar un anterior amigo que también se imaginaba, pasado esto se imagina a otro amigo está vez llamado Steven.